# SN 2007ep
SN 2007ep – supernowa typu Ia odkryta 8 czerwca 2007 roku w galaktyce A165438+1602. W momencie odkrycia miała maksymalną jasność 19,40m.